# Ricardo Jiménez Oreamuno
Romualdo Ricardo Jiménez Oreamuno (ur. 6 lutego 1859 w Cartago, zm. 4 stycznia 1945 w San Jose) – kostarykański polityk, adwokat i sędzia, minister rządu Rafaela Yglesiasa Castro, I wiceprezydent w latach 1902-1906 i 1932-1936, trzykrotny prezydent kraju z ramienia Partii Republikańskiej: 1910-1914, 1924-1928 (wybrany przez Kongres) i 1932-1936, założyciel (1940) partii Wspólnota Demokratyczna. Syn prezydenta Jesusa Jimeneza Zamory.